# Église Saint-Laurent de Saint-Laurent
Pour les articles homonymes, voir Église Saint-Laurent.
L’église Saint-Laurent est un édifice religieux situé sur la commune de Saint Laurent dans les Côtes-d'Armor en Bretagne.

## Étymologie
La plus ancienne appellation écrite connue, de la paroisse est Lanlouran (fin du XIVe siècle) ; ce nom breton composé de "lan", c’est-à-dire ermitage et de "louran" que, par analogie avec de nombreux autres noms de lieux bretons (qui se sont formés lors de l’immigration bretonne en Armorique aux Ve siècle, VIe siècle et VIIe siècle), les érudits ont voulu traduire par "l’ermitage de St Louran" ; faisant ainsi de ce Louran un saint breton inconnu.
Ce n’est qu’aux alentours de 1550 que l’attraction patronymique et la volonté de la religion catholique font qu’apparaît la dénomination de Saint Laurans Lanlauran ; sans doute par référence à saint Laurent diacre du pape Sixte II martyrisé à Rome vers l’an 259.
Mais ce ne sera qu’aux alentours de 1725 que le nom se contractera pour devenir Saint Laurent.

## Fondation de l’église
Les différents documents retrouvés mentionnent que les commandeurs du Palacret étaient les fondateurs, seigneurs spirituels et temporels de l’église de St Laurent, avec droit de présentation du recteur de la paroisse ; à ce jour nous ne savons dire si avant la présente église, due aux Hospitaliers de l'ordre de Saint-Jean de Jérusalem, une chapelle ou église préexistait  en ce lieu.
Quelques éléments physiques gardent la trace de cette origine :
- La pierre tombale  du commandeur Pierre de Keramborgne (décédé en 1449) qui fut déplacée  au XIXe siècle de la chapelle du Palacret au cœur de l’église de Saint-Laurent.
- Les armes de René de Saint-Offange(d’azur au chevron d’argent, accompagné de 3 molettes du même) commandeur du Palacret de 1612 à 1641 ainsi que celles de Jacques de Jalesnes(d’argent à 3 quintefeuilles de gueules, percées d’or.) commandeur du Palacret de 1642 à 1659[4], insérées dans l'enceinte de l'enclos paroissial de l'église.
- Les vitraux ayant beaucoup souffert, les armes de la religion ainsi que les armes des commandeurs, qui y figuraient, n’existent plus.

## Architecture
Cet édifice fut remanié à maintes reprises au fil des siècles. Les premiers travaux datent de la fin du XIVe siècle, début du XVe siècle et concernent le porche sud, la nef puis le chevet.
Le porche sud s’ouvre dans la deuxième travée de la nef sous deux arcs en plein cintre, chacun orné de cinq lobes, séparés par une colonne cylindrique ; trois quadrilobes s’incurvent dans le gâble surmontant le porche.
Son pignon Ouest surmonté d’un petit campanile menaçant ruine fut remplacé entre en 1649-1650 par un clocher mur du type dit lannionnais ou Philippe Beaumanoir  ; ce clocher formé de deux baies rectangulaires, surmontées d’une troisième de même forme et d’un petit clocheton en forme de dôme.
Au nord, adjonction d’un collatéral de trois travées s’élargissant en aile au droit de la dernière ; ce collatéral fut reconstruit entre 1895 et 1897. 

## Peintures
Dans l’aile nord la chapelle du Rosaire ; son autel comporte un bas relief en albâtre daté du XVIe siècle ; il s’agit d’une œuvre de l’atelier anglais de Nottingham (élément classé).
Le retable du maître autel (élément classé) daté du XVIIe siècle est surmonté d’un fronton triangulaire comportant dans sa partie supérieure des rayons de soleil, à l’intérieur un soleil doré duquel émerge, symbolisée, la tête de dieu le père ; en dessous de ce triangle la colombe du saint Esprit ; ce fronton est soutenu par  deux colonnes cylindriques terminées par des chapiteaux corinthiens. Le tabernacle est surmonté d’un pélican nourrissant ses petits, symbole du Christ. La toile encadrée dans le retable représente la scène (toile de Loyer Ainé datée de 1841).
La nef est couverte de lambris en plein cintre où sont représentées des scènes de la vie des Saints, de la vie du Christ et de l’ancien testament.
Côté sud, on découvre les rois mages venant offrir des présents à l’enfant Jésus, la lapidation de saint Étienne, la vie de sainte Geneviève, la vision de Balthazar, le sacrifice d’Isaac par son père Abraham, l’Éden.
Côté nord sont représentés : Joseph reconnu par ses frères, Suzanne innocentée, la bonté de saint Vincent de Paul, le martyre de saint Laurent, l’ascension de Jésus.
Les légendes de toutes ces scènes sont rédigées en breton.
Ces peintures réalisées entre 1859 et 1865 sont l’œuvre d’une dynastie de peintres : la famille Le Loyer originaire d'Etables. Leurs principales œuvres sont toutes de facture religieuse.
Entre chacune des scènes sont représentés : les évangélistes (Jean, Luc, Marc) puis saint François Xavier, saint Augustin, Moïse, Adam, Noé, le roi David, saint Grégoire, sainte Thérèse.
Le lambris de l’aile du rosaire fut peint en 1869 par M. Herlido.

## Statues
On peut encore découvrir dans cette église plusieurs statues dont saint Laurent (saint Lorans) et la Sainte Vierge (itron Varia St Lorans) qui encadrent le retable, et un Christ en croix en bois polychrome datant du XVe siècle.